# Candal
Candal é uma povoação portuguesa do Município de São Pedro do Sul que foi sede da extinta Freguesia de Candal, freguesia que tinha 15,51 km² de área e 118 habitantes (2011), e, por isso, uma densidade populacional de 7,6 hab/km².
A Freguesia de Candal foi extinta (agregada) pela reorganização administrativa de 2012/2013, sendo o seu território integrado na União das Freguesias de Carvalhais e Candal.

## População
| População da freguesia de Candal | População da freguesia de Candal | População da freguesia de Candal | População da freguesia de Candal | População da freguesia de Candal | População da freguesia de Candal | População da freguesia de Candal | População da freguesia de Candal | População da freguesia de Candal | População da freguesia de Candal | População da freguesia de Candal | População da freguesia de Candal | População da freguesia de Candal | População da freguesia de Candal | População da freguesia de Candal |
| -------------------------------- | -------------------------------- | -------------------------------- | -------------------------------- | -------------------------------- | -------------------------------- | -------------------------------- | -------------------------------- | -------------------------------- | -------------------------------- | -------------------------------- | -------------------------------- | -------------------------------- | -------------------------------- | -------------------------------- |
| 1864                             | 1878                             | 1890                             | 1900                             | 1911                             | 1920                             | 1930                             | 1940                             | 1950                             | 1960                             | 1970                             | 1981                             | 1991                             | 2001                             | 2011                             |
| 339                              | 397                              | 418                              | 392                              | 409                              | 405                              | 416                              | 416                              | 457                              | 471                              | 428                              | 299                              | 209                              | 150                              | 118                              |

| Distribuição da População por Grupos Etários | Distribuição da População por Grupos Etários | Distribuição da População por Grupos Etários | Distribuição da População por Grupos Etários | Distribuição da População por Grupos Etários | Distribuição da População por Grupos Etários | Distribuição da População por Grupos Etários | Distribuição da População por Grupos Etários | Distribuição da População por Grupos Etários | Distribuição da População por Grupos Etários |
| -------------------------------------------- | -------------------------------------------- | -------------------------------------------- | -------------------------------------------- | -------------------------------------------- | -------------------------------------------- | -------------------------------------------- | -------------------------------------------- | -------------------------------------------- | -------------------------------------------- |
| Ano                                          | 0-14 Anos                                    | 15-24 Anos                                   | 25-64 Anos                                   | > 65 Anos                                    |                                              | 0-14 Anos                                    | 15-24 Anos                                   | 25-64 Anos                                   | > 65 Anos                                    |
| 2001                                         | 16                                           | 11                                           | 64                                           | 59                                           |                                              | 10,7%                                        | 7,3%                                         | 42,7%                                        | 39,3%                                        |
| 2011                                         | 10                                           | 5                                            | 42                                           | 61                                           |                                              | 8,5%                                         | 4,2%                                         | 35,6%                                        | 51,7%                                        |

Média do País no censo de 2001:  0/14 Anos-16,0%; 15/24 Anos-14,3%; 25/64 Anos-53,4%; 65 e mais Anos-16,4%
Média do País no censo de 2011:   0/14 Anos-14,9%; 15/24 Anos-10,9%; 25/64 Anos-55,2%; 65 e mais Anos-19,0%

## Património
- Igreja de Nossa Senhora da Natividade (matriz)
- Capela de Santo Antão
- Ponte
- Cruzeiros
- Moinhos de água
- Alminhas
- Barragem da Coelheira
- Alto do Aclamatório
- Ribeiro Escuro